# Xabdukh
Xabdukh (en rus: Шабдух) és un poble del Daguestan, a Rússia, que en el cens del 2010 tenia 143 habitants. Pertany al districte rural de Mekhelta.